# مقاطعة ليبيتسك
ليبيتسك أوبلاست هي إحدى الكيانات الفدرالية في روسيا. وتحوي المدن والقرى التالية: تشابليغين،
دانكوف،
غريازي،
ليبديان،
ليبيتسك،
أوسمان،
ييليتس،
زادونسك،